# POP-Port

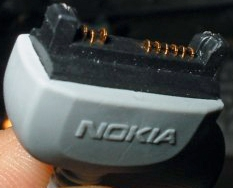
Разъём Pop-Port от оригинальной гарнитуры Nokia HS-5.

Pop-Port — интерфейс для мобильных телефонов Nokia. Он применялся для подключения стерео гарнитуры, соединения телефона с компьютером при помощи USB DATA-кабеля и программы Nokia PC Suite, присоединения принтера (для некоторых моделей).
В настоящий момент, компания отказалась от использования данного интерфейса, полностью перейдя на mini/micro-USB и USB Type-C.
Pop-Port комбинировал несколько функций в рамках одного удобного интерфейса. Например, можно было с удобством управлять цифровой камерой, музыкальным плеером и стерео наушниками, все это через встроенное меню телефона. Кроме того, этот интерфейс был призван стандартизировать интерфейс телефонов Nokia, что позволяло более «интеллектуально» управлять внешними устройствами.
Pop-port поддерживает следующие функции:
- высокоскоростное соединение по параметрам схожее с USB с использованием специального Pop-Port кабеля;
- стереозвук для встроенных аудио-устройств таких, как плеер или приёмник;
- внешние устройства питаются через Pop-Port, таким образом, нет нужды в отдельном источнике питания;
- автоматическое обнаружение подключённого устройства и управление его параметрами через меню телефона.